# Varallo Pombia
Varallo Pombia es una localidad y comune italiana de la provincia de Novara, región de Piamonte, con 4.866 habitantes.

## Evolución demográfica
| Gráfica de evolución demográfica de Varallo Pombia entre 1861 y 2001 |
|                                                                      |
| Fuente ISTAT - elaboración gráfica de Wikipedia                      |